# Шевченко Валерій Васильович
Шевченко Валерій Васильович (нар. 11 січня 1942, м. Барнаул) — професор, доктор хімічних наук, член-кореспондент НАН України (2006), лауреат Державної премії України в галузі науки і техніки (1981 р.), завідувач відділу хімії олігомерів і сітчастих полімерів Інституту хімії високомолекулярних сполук НАН України

## Біографія
Валерій Васильович Шевченко народився 11 січня 1942 р. у м. Барнаул Алтайського краю (Росія). В 1958 р. після закінчення середньої школи № 8 в м. Кривому Розі В. В. Шевченко вступив до Дніпропетровського хіміко-технологічного інституту імені Ф. Б. Дзержинського на факультет технології органічних речовин, який закінчив з відзнакою у 1963 р. за спеціальністю «технологія пластичних мас». Потім вступив до аспірантури Інституту хімії високомолекулярних сполук АН УРСР і з того часу вся його наукова діяльність пов'язана з цим інститутом: молодший науковий співробітник (1966 р.), старший науковий співробітник (1973 р.), завідувач лабораторії синтезу поліуретанів (1980 р.), головний науковий співробітник (1996 р.), завідувач відділу (1998 р.). У 1969 р. В. В. Шевченко в Тартуському державному університеті (Естонія) захистив кандидатську дисертацію ,,Будова і реакційна здатність монопохідних гідразину". В 1988 р. В. В. Шевченко захистив дисертаційну роботу за темою ,,Поліуретануреїлени і поліуретаносемікарбазиди на основі моноалкілгідразинів. Синтез, структура, властивості" і йому був присуджений вчений ступінь доктора хімічних наук. У 2005 р. йому присвоюється вчене звання професора, а в 2006 р. В. В. Шевченко обирається членом-кореспондентом НАН України за спеціальністю «хімія високомолекулярних сполук».

## Науковий доробок
Науковій діяльності В. В. Шевченка притаманна широта інтересів, що охоплює такі області хімії і фізикохімії високомолекулярних сполук як
розробка способів синтезу нових мономерів, олігомерів і полімерів, встановлення особливостей структуроутворення в блоколігомерах і кополімерах та розробка методів їх регулювання, Дослідження об'ємних і поверхневих властивостей полімерів. В. В. Шевченком зроблено значний внесок у розвиток хімії і фізикохімії йон- і металовмісних олігомерів і полімерів, рідиннокристалічних полімерів, електро- і фотоактивних олігомерів і полімерів, йонпровідних полімерних систем, амфіфільних полімерів, здатних до самозбірки, і на цій основі створення еластомерів, адгезивів, герметиків, покриттів для різних, у Т. Ч. екстремальних, умов експлуатації. Спільно з Ю. С. Ліпатовим і А. Є. Файнерманом ним започатковано принципово новий підхід до підвищення поверхневої активності речовин, на основі якого синтезовано новий тип сполук — олігомерні поверхнево-активні речовини біанкерного типу. Наукові інтереси В. В. Шевченка пов'язані з розробкою методів синтезу і функціоналізації високомолекулярних сполук нетрадиційної молекулярної архітектури — реакційноздатних гетероланцюгових гіперрозгалужених і зіркоподібних полімерів, поліедральних олігомерних силсесквіоксанів, дослідженням їх поведінки на міжфазній поверхні, фторовмісних олігомерів і полімерів, а також розробкою і вивченням структури і властивостей наноструктурованих полімерних систем у тому числі йонопровідних мембран для паливних елементів і літієвих джерел струму, вільних плівкових нанотовщинних мембран з нанопорами. Значна увага В. В. Шевченко приділяється синтезу поліфункційних комплесоутворювачів і застосуванню їх у мембранних технологіях, зокрема і для очищення води від радіонуклідів. Останнім часом Шевченко В. В. зі співробітниками розвиває новий напрям полімерної хімії — синтез та фізико-хімія поліфункціональних олігомерних йонних рідин. Результати його фундаментальних досліджень стали основою для створення і впровадження в Україні і республіках колишнього СРСР нових плівкотвірних поліуретанових зв'язуючих і штучних шкір з їх використанням, чутливих до тиску адгезивів і самоклеючих матеріалів на їх основі, рідиннокристалічних еластичних термоіндикаторних плівок для медичної діагностики, полімерних плівкових світлофільтрів, ефективних поверхнево-активних речовин для виробництва пінополіуретанів, фотоемульсій, полімерних композитів, змащувально-охолоджуючих рідин для обробки металів, сплавів, напівпровідників і п'єзоелектриків, молекулярних мастил для мікроелектронних механічних систем тощо. Ряд цих розробок відзначено медалями ВДНГ СРСР і дипломами ВДНГ УРСР. 
 У своїй науковій діяльності В. В. Шевченко активно співпрацює із вченими США (професор Цукрук В. В. [Архівовано 30 березня 2018 у Wayback Machine.] (Tsukruk V.) (Georgia Inst Technol), професор Близнюк В. (Bliznyuk V. Clemson University). Під його керівництвом захищено 14 кандидатських дисертацій. Він — член редколегій журналів «Полімерний журнал», «Вопросы химии и химической технологии», «Наукові записки Києво-Могилянської академії», а також член спеціалізованих вчених рад із захисту докторських дисертацій ІХВС НАН України та Київського національного університету імені Тараса Шевченка. В. В. Шевченко приділяє багато уваги не тільки організації та проведенню актуальних наукових досліджень, а й практичній їх реалізації.

## Нагороди
У 1995 р. В. В. Шевченку присвоєно звання кращого винахідника НАН України. За роботу «Розробка нових поліуретанових матеріалів, створення технології виробництва та впровадження їх у народне господарство» В. В. Шевченку у 1981 р. була присуджена Державна премія України в галузі науки і техніки. У 1986—1987 рр. В. В. Шевченко брав активну участь у ліквідації наслідків кастрофи на Чорнобильській АЕС. Його нагороджено Подякою Урядової комісії СРСР і Прип'ятського міськвиконкому.

## Вибрані наукові публікації
В. В. Шевченко — автор понад 630 наукових праць (182 статті (09.04.18) за Scopus[недоступне посилання з листопадаа 2019]), понад 130 авторських свідоцтв СРСР і патентів України і РФ на винаходи.
Список патентів Шевченка В. В. з Бази патентів України [Архівовано 23 вересня 2017 у Wayback Machine.]

### Статті
- 1. Терещенко Т. А., Шевчук О. В., Шевченко В. В. Алкоксисилильные производные полиэдрадьных олигосилсесквиоксанов, содержащих амино- и гидроксильные группы, и гибридные материалы на их основе, полученные золь-гель методом // Высокомолекуляр. соединения. Сер. А.- 2006.- 48, № 12. — С. 2111—2121.
- 2. Клименко Н. С., Шевчук А. В., Пелешанко С. А. Синтез и свойства модифицированных гиперразветвленных полиэфирполиолов // Полімер. журн. -28, № 1. — С. 42-45.
- 3. Клименко Н. С., Шевчук А. В., Вортман МЯ. Синтез и некоторые свойства алкилзамещенных гиперразветвленных полиэфирполиолов // Полімер.журн.- 2005. — 27, № 2, — С. 88-93.
- 4. Zhai, X., Peleshanko, S., Klimenko, N. S., Genson, K. L., Vaknin, D., Vortman, M. Y., Tsukruk, V. V. (2003).Amphiphilic dendritic molecules: hyperbranched polyesters with alkyl-terminated branches. Macromolecules, 36(9), 3101-3110.
- 5. Peleshanko, S., Jeong, J., Shevchenko, V. V., Genson, K. L., Pikus, Y., Ornatska, M., & Tsukruk, V. V. (2004). Synthesis and properties of asymmetric heteroarm PEO n-b-PS m star polymers with end functionalities. Macromolecules, 37(20), 7497-7506.
- 6. Xu, W., Ledin, P. A., Shevchenko, V. V., & Tsukruk, V. V. (2015). Architecture, assembly, and emerging applications of branched functional polyelectrolytes and poly (ionic liquid) s. ACS applied materials & interfaces, 7(23), 12570-12596.
- 7. Shilov, V. V., Shevchenko, V. V., Pissis, P., Kyritsis, A., Georgoussis, G., Gomza, Y. P., … & Klimenko, N. S. (2000). Morphology, dielectric relaxation and conductivity of the novel polyurethanes with acid and ionic groups in the polyether segments. Journal of non-crystalline solids, 275(1-2), 116—136.
- 8. Kovalchuk, A. I., Kobzar, Y. L., Tkachenko, I. M., Tolstov, A. L., Shekera, O. V., & Shevchenko, V. V. (2017). Synthesis and optical properties of new isomeric azo-containing bis (2-hydroxybenzaldehydes) with tetrafluorobenzene units. Mendeleev Communications, 27(6), 599—601.
- 9. Tkachenko, I. M., Belov, N. A., Kobzar, Y. L., Dorokhin, A. V., Shekera, O. V., Shantarovich, V. P., … & Shevchenko, V. V. (2017). Synthesis of fluorinated poly (arylene ether) s with dibenzodioxin and spirobisindane units from new bis (pentafluorophenyl)-and bis (nonafluorobiphenyl)-containing monomers. Journal of Fluorine Chemistry, 195, 1-12.

### Патенти
- 1. Олігоетерсечовини з піридинієвими та сульфонатними групами як протонпровідні речовини Гуменна М. А., Клименко Н. С., Вортман М. Я., Стрюцький О. В., Шевченко В. В. Номер патенту: 90680 Опубліковано: 10.06.2014
- 2. Перфторароматичні ізомерні дифторфенілазометинфенілові етери як мономери для поліетеразометинів Номер патенту: 88646 Опубліковано: 25.03.2014 Шекера О. В., Ткаченко І. М., Кобзар Я. Л., Шевченко В. В.
- 3. Перфторароматичні ізомерні бісфеноли з азогрупами як мономери для поліетеруретанів Номер патенту: 53567 Опубліковано: 11.10.2010 Кононевич Ю. М., Шекера О. В., Шевченко В. В., Сидоренко О. В., Ткаченко І. М.
- 4. Спосіб очищення рідких радіоактивних відходів від трансуранових елементів і урану Номер патенту: 85806 Опубліковано: 25.02.2009 Клименко Н. С., Хан В. Є., Шевчук О. В., Руденко Л. І., Джужа О. В., Вортман М. Я., Гуменна О. А., Шевченко В. В..
- 5. Олігоетергуанідиновий комплекс з металом як бактерицидна речовина Номер патенту: 38091 Опубліковано: 25.12.2008 Шевченко В.В, Фуртат І. М., Лемешко В. М., Клименко Н. С., Бурбан А. Ф., Вакулюк П. В., Вортман М. Я.
- 6. Концентрат мастильно-охолоджувальної рідини для механічної обробки металів Номер патенту: 26364 Опубліковано: 30.08.1999 Рябов С. В., Хоміч М. С., Дмитрієва Т. В., Шрубович В. О., Шевченко В. В., Логвиненко П. М., Міхалап С. У.
- 7. Спосіб отримання напівпроникної мембрани Номер патенту: 22871 Опубліковано: 25.04.2007 Коновалова В. В., Босак В. З., Вакулюк П. В., Шевченко В. В., Бурбан А. Ф., Клименко Н. С., Вортман М. Я.